# Pasaporte de las Islas Salomón
El pasaporte de las Islas Salomón es un documento emitido por las Islas Salomón a sus ciudadanos con fines de realizar viajes internacionales.
A partir del 1 de enero de 2017, los ciudadanos de las Islas Salomón tenían acceso sin visado o con visado a la llegada a 116 países y territorios, lo que ubica al pasaporte de las Islas Salomón en el puesto 42 en términos de libertad de viaje según el índice de restricciones de visa de Henley.